# Kallstroemia pennellii
Kallstroemia pennellii är en pockenholtsväxtart som beskrevs av D. M. Porter. Kallstroemia pennellii ingår i släktet Kallstroemia och familjen pockenholtsväxter. Inga underarter finns listade i Catalogue of Life.